# یواس‌اس یونیون (۱۸۴۱)
یواس‌اس یونیون (۱۸۴۱) (به انگلیسی: USS Union (1841)) یک کشتی بود که طول آن ۱۸۴ فوت ۶ اینچ (۵۶٫۲۴ متر) بود. این کشتی در سال ۱۸۴۲ ساخته شد.